# Xerém (Brésil)
Pour les articles homonymes, voir Xerém.
Xerém est le quatrième district de la municipalité de Duque de Caxias, dans l'État de Rio de Janeiro, au Brésil. Il est situé au pied de la Serra de Petrópolis.

## Histoire
La ville qui porte le nom de Xerém se trouvait au XVIIIe siècle sur la route de Garcia Paes, qui reliait les montagnes aurifères au port de Rio de Janeiro. Il existe peu d'informations sur la région avant cette date, mais il reste les ruines de la chapelle de Santa Rita da Posse, fondée en 1766.
À la fin de la Seconde Guerre mondiale (1939-1945), le quartier devient célèbre au niveau national parce qu'il abritait une usine de révision de moteurs d'avion. Mais peu après, l'usine se met à fabriquer des camions pour la marque italienne Alfa Romeo. Dans les années 1970, l'usine est vendue à Fiat, qui l'a fermée.
Dans la nuit du 3 janvier 2013, de fortes pluies s'abattent sur le quartier. En raison du remplissage et de l'écoulement brusques de la vanne de l'un des barrages de la rivière qui traverse la ville, de nombreux quartiers et sous-quartiers, avec leur topographie en pente, sont inondés. Le conseil municipal de Caxias décrète l'état d'urgence à la suite de ce désastre.

## Démographie
Selon le recensement de l'IBGE de 2010, la population résidente en 2010 est de 61 129 personnes. 98,54 % de la population se trouvait dans les zones urbaines et seulement 4,16 % dans les zones rurales, les femmes représentant 50,8 % de la population totale du district. Il s'agit du district le moins peuplé des quatre districts de Duque de Caxias, avec seulement 7,1 % de la population de la municipalité.

## Tourisme
L'écotourisme est une caractéristique importante du district, qui se distingue par la présence de la forêt atlantique et de plusieurs chutes d'eau. À Xerém, la Vaquejada de Xerém a lieu chaque année dans le parc Ana Dantas. 

## Sport
Xerém abrite les sièges et les stades des équipes de football du Caxiense : le stade Los Larios, qui accueille l'Esporte Clube Tigres do Brasil, et le stade Romário de Sousa Farias, communément appelé Marrentão, qui abrite le Duque de Caxias Futebol Clube. Le Fluminense Football Club, club de la ville de Rio de Janeiro, possède un hôtel de concentration et son centre d'entraînement des jeunes à Xerém. Le club maintient ses équipes de jeunes dans le quartier, d'où sont issus des joueurs de renommée mondiale tels que Thiago Silva, Fabinho et Marcelo.